# Copa del Rey de 2019–20
A Copa del Rey de 2019–20 é a 118.ª edição dessa competição espanhola de futebol organizada pela RFEF, iniciada em 13 de novembro de 2019, com término sem data especificada, uma vez que as equipes finalistas Athletic Bilbao e Real Sociedad resolveram adiar a final devido à Pandemia de COVID-19 na Espanha para 2021, com a esperança de ter final com público mas não foi possível, assim a data da final foi para o dia 3 de Abril de 2021.

## Participantes
A 118ª Copa do Rei conta com 116 times das divisões espanholas, mudando o formato anterior. As equipes participantes foram:
| Competição                | Equipes              | Equipes             | Equipes            | Equipes             |
| ------------------------- | -------------------- | ------------------- | ------------------ | ------------------- |
| La Liga                   | Alavés               | Athletic Bilbao     | Atlético de Madrid | Barcelona           |
| La Liga                   | Celta de Vigo        | Eibar               | Espanyol           | Getafe              |
| La Liga                   | Girona               | Huesca              | Leganés            | Levante             |
| La Liga                   | Rayo Vallecano       | Betis               | Real Madrid        | Real Sociedad       |
| La Liga                   | Valladolid           | Sevilla             | Valencia           | Villarreal          |
| Segunda Divisão           | Albacete             | Alcorcón            | Almería            | Cádiz               |
| Segunda Divisão           | Córdoba              | Deportivo La Coruña | Elche              | Extremadura         |
| Segunda Divisão           | Gimnàstic            | Granada             | Las Palmas         | Lugo                |
| Segunda Divisão           | Málaga               | Mallorca            | Numancia           | Osasuna             |
| Segunda Divisão           | Real Oviedo          | Rayo Majadahonda    | Sporting de Gijón  | Tenerife            |
| Segunda Divisão           | Zaragoza             |                     |                    |                     |
| Segunda División B        | Amorebieta           | Atlético Baleares   | Badalona           | Badajoz             |
| Segunda División B        | Barakaldo            | Cartagena           | Cornellà           | Cultural Leonesa    |
| Segunda División B        | Ebro                 | Fuenlabrada         | Guijuelo           | Hércules            |
| Segunda División B        | Ibiza                | Langreo             | Leioa              | Lleida Esportiu     |
| Segunda División B        | Marbella             | Melilla             | Mirandés           | Olot                |
| Segunda División B        | Ponferradina         | Pontevedra          | Racing Santander   | Recreativo Huelva   |
| Terceira Divisão          | Bergantiños          | Cacereño            | Ceuta              | Escobedo            |
| Terceira Divisão          | Gimnástica Segoviana | Haro Deportivo      | Illueca            | Real Jaén           |
| Terceira Divisão          | L'Hospitalet         | La Nucía            | Laredo             | Las Rozas           |
| Terceira Divisão          | Lealtad              | Linares Deportivo   | Llagostera         | Lorca               |
| Terceira Divisão          | Marino               | Mensajero           | Mérida             | Orihuela            |
| Terceira Divisão          | Peña Deportiva       | Peña Sport          | Portugalete        | Racing Ferrol       |
| Terceira Divisão          | Rio Sestao           | Socuéllamos         | Tamaraceite        | Tarazona            |
| Terceira Divisão          | Villarrubia          | Yeclano             | Zamora             |                     |
| Copa Federación de España | Castellón            | Coruxo              | Real Murcia        | Tudelano            |
| Ligas Regionais           | Andorra              | Andratx             | Antoniano          | Atlético de Porcuna |
| Ligas Regionais           | Barquereño           | Becerril            | Comillas           | El Álamo            |
| Ligas Regionais           | El Palmar            | Fraga               | Gran Tarajal       | Intercity           |
| Ligas Regionais           | Lobón                | Melilla             | Pedroñeras         | Peña Azagresa       |
| Ligas Regionais           | Pontellas            | Ramón y Cajal       | Tolosa             | Urraca              |

## Fases Iniciais

#### Fase preliminar
Em negrito as equipes que passaram de fase.
| Equipe 1      | Resultado      | Equipe 2            |
| ------------- | -------------- | ------------------- |
| Tolosa        | 1–0            | Pontellas           |
| Becerril      | 1–0            | Urraca              |
| Andorra       | 3–0            | Andratx             |
| Comillas      | 1–1 (3–2 p)    | Barquereño          |
| Fraga         | 0–1            | Peña Azagresa       |
| Melilla       | 0–0 (1–0 pro.) | Lobón               |
| Antoniano     | 2–0            | Atlético de Porcuna |
| Ramón y Cajal | 1–2            | El Palmar           |
| El Álamo      | 2–1            | Pedroñeras          |
| Intercity     | 3–0            | Gran Tarajal        |

### Segunda fase
Em negrito as equipes que passaram de fase.
| Equipe 1         | Resultado      | Equipe 2          |
| ---------------- | -------------- | ----------------- |
| Málaga           | 1–2            | Almería           |
| Mallorca         | 1–0            | Real Oviedo       |
| Ebro             | 0–0 (5–4 p)    | Murcia            |
| Ontinyent        | 1–1 (6–5 p)    | Jaén              |
| Lleida Esportiu  | 1–0            | Compostela        |
| UCAM Murcia      | 0–2            | Racing Santander  |
| Osasuna          | 1–2            | Reus              |
| Alcorcón         | 1–0            | Extremadura       |
| Cultural Leonesa | 1–1 (5–4 p)    | Fuenlabrada       |
| Sant Andreu      | (1–0 pro.      | Gernika           |
| Hércules         | 1–1 (1–0 pro.) | Lorca Deportiva   |
| Calahorra        | 2–0            | Castellón         |
| Villanovense     | 2–1            | Badalona          |
| Melilla          | 3–0            | Tudelano          |
| Lorca FC         | 1–1 (1–0 pro.) | Unionistas        |
| Cartagena        | 1–1 (4–5 p)    | UD Logroñés       |
| Tenerife         | 1–2            | Cádiz             |
| Córdoba          | 2–0            | Gimnàstic         |
| Numancia         | 1–2            | Sporting de Gijón |
| Albacete         | 2–3            | Lugo              |
| Las Palmas       | 1–2            | Rayo Majadahonda  |
| Elche            | 2–1            | Granada           |

### Terceira fase
Em negrito as equipes que passaram de fase.
| Equipe 1         | Resultado   | Equipe 2          |
| ---------------- | ----------- | ----------------- |
| Elche            | 1–4         | Córdoba           |
| Ebro             | 2–1         | Lleida Esportiu   |
| Lugo             | 1–0         | Alcorcón          |
| Mutilvera        | 1–3         | Villanovense      |
| Sant Andreu      | (1–0 pro.)  | UD Logroñés       |
| Melilla          | 2–0         | Ontinyent         |
| Lorca FC         | 0–3         | Cultural Leonesa  |
| Zaragoza         | 0–1         | Cádiz             |
| Rayo Majadahonda | 1–1 (3–4 p) | Sporting de Gijón |
| Almería          | 3–1         | Reus              |

## Oitavas de final
Em negrito as equipes que passaram de fase.

## Quartas de final
Em negrito as equipes que passaram de fase.

## Semifinal
Em negrito as equipes que passaram de fase.
| Equipe 1        | Total    | Equipe 2 | Ida | Volta    |
| --------------- | -------- | -------- | --- | -------- |
| Real Sociedad   | 3–1      | Mirandés | 2–1 | 1–0      |
| Athletic Bilbao | 2–2 (gf) | Granada  | 1–0 | 1–2 (gf) |

### Confrontos

#### Jogos de ida
| 13 de fevereiro de 2020 | Real Sociedad                     | 2 – 1     | Mirandés    | Reale Arena, San Sebastián           |
| 21:00 (UTC+1)           | Oyarzabal 9' (pen) · Ødegaard 42' | Relatório | Matheus 39' | Público: 35 194 Árbitro: Gil Manzano |

| 12 de fevereiro de 2020 | Athletic Bilbao | 1 – 0     | Granada | San Mamés, Bilbau                            |
| 21:00 (UTC+1)           | Muniain 42'     | Relatório |         | Público: 48 149 Árbitro: Hernández Hernández |

#### Jogos de volta
| 4 de março de 2020 | Mirandés | 0 – 1     | Real Sociedad        | Municipal de Anduva, Miranda de Ebro |
| 21:00 (UTC+1)      |          | Relatório | Oyarzabal 41' (pen.) | Árbitro: Hernández Hernández         |

| 4 de março de 2021 | Granada                    | 2–1 (gf)  | Athletic Bilbao | Ciutat de València, Valência     |
| 21:00 (UTC+1)      | Fernández 48' · Germán 76' | Relatório | Berchiche 81'   | Árbitro: Carlos del Cerro Grande |

## Final
| 3 de abril de 2021 | Athletic Bilbao | 0 – 1     | Real Sociedad | La Cartuja, Sevilha        |
| 21:30 (UTC+1)      |                 | Relatório | 63' Oyarzabal | Árbitro: Estrela Fernández |

## Premiação
| Copa del Rey 2019-20              |
| --------------------------------- |
| Real Sociedad Campeão (3º título) |